# Arthur Storch

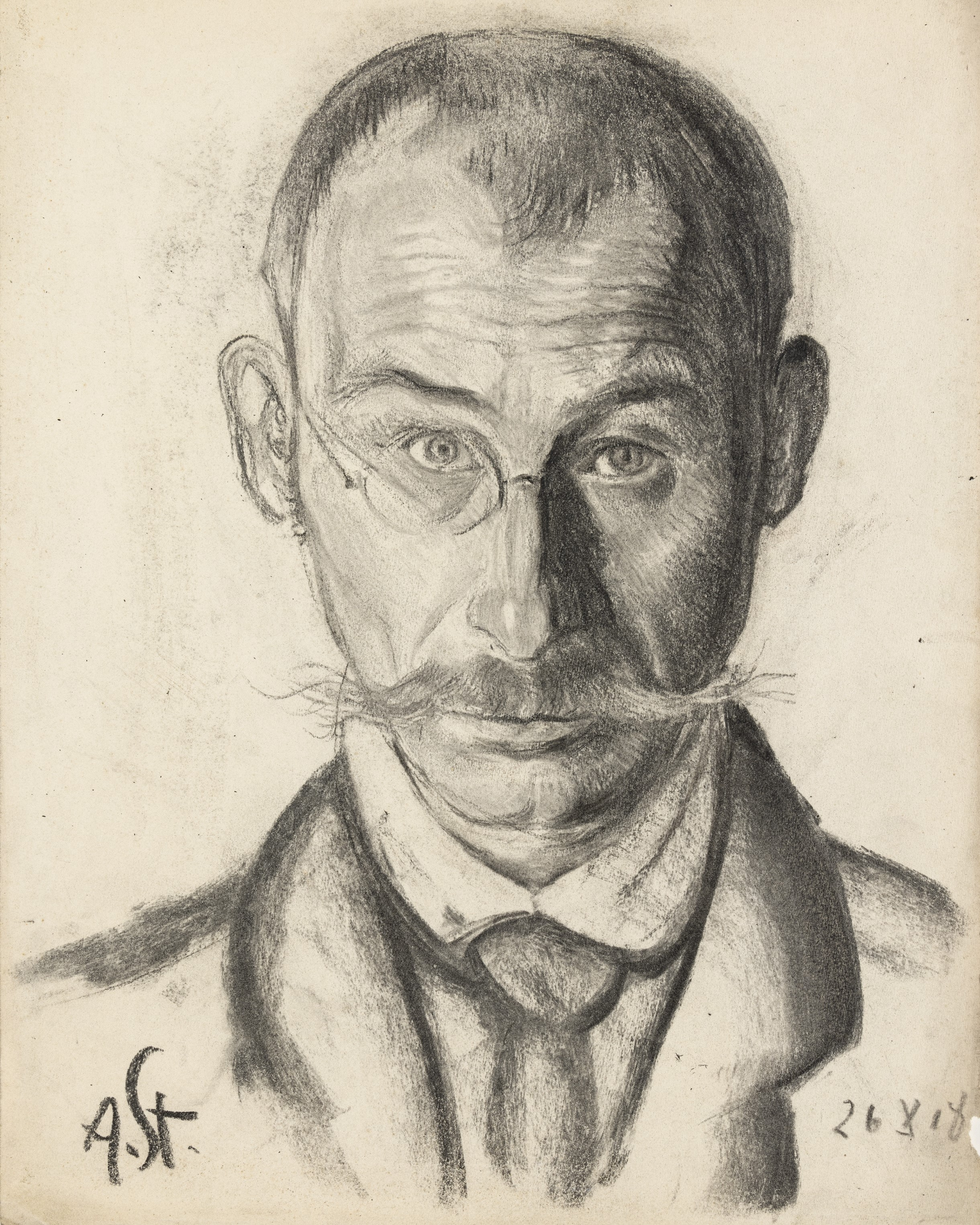
Arthur Storch

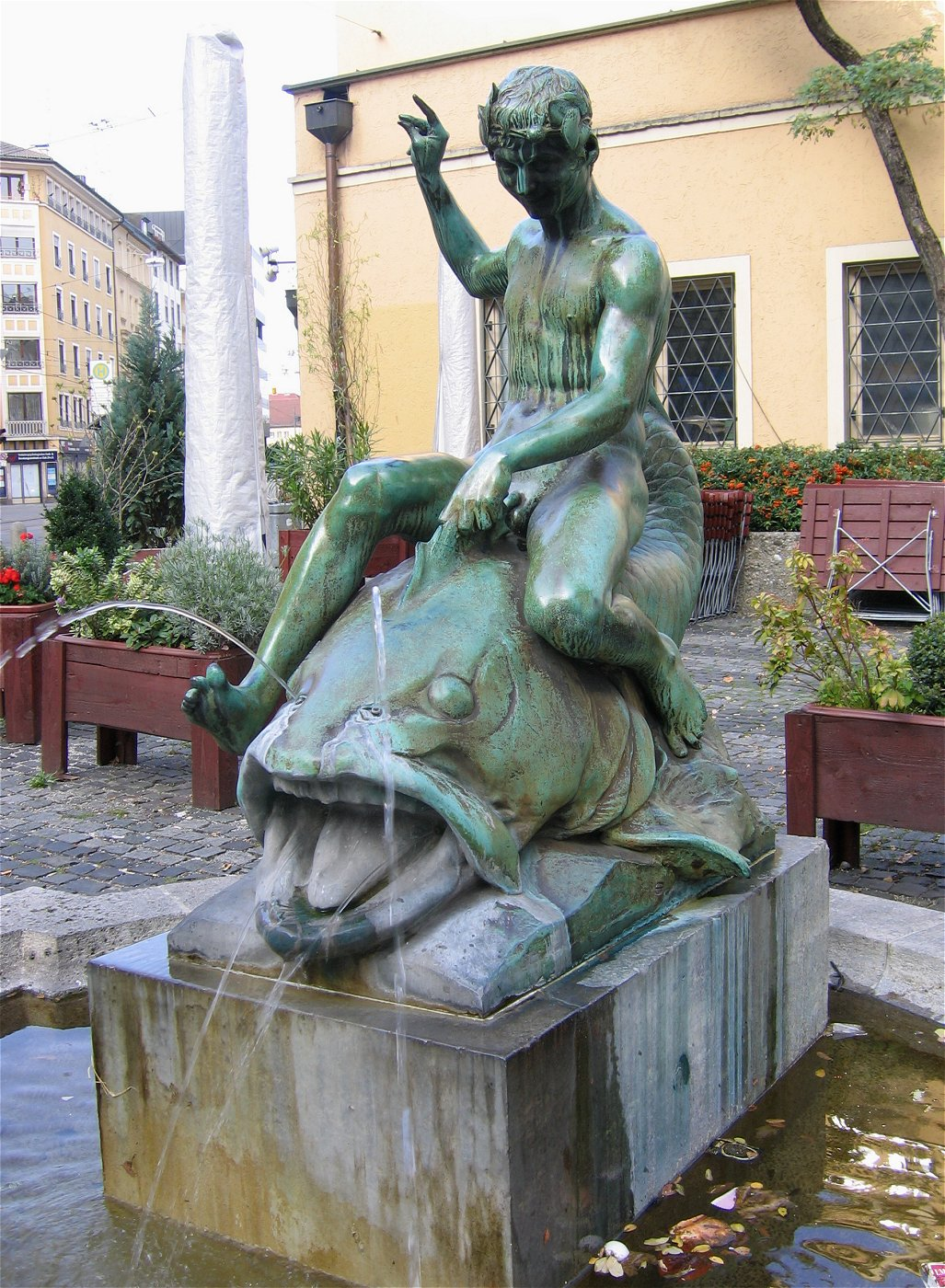
Delfinbrunnen von Artur Storch, 1902

Arthur Storch (* 22. März 1870 in Volkstedt; † 9. März 1947 in Rudolstadt) war ein deutscher Bildhauer und Medailleur.

## Leben
Von 1886 bis 1888 absolvierte Arthur Storch eine Medailleur-Lehre an der Werkstätten für Porzellankunst in Unterweißbach. An der Kunstakademie München studierte er dann von 1894 bis 1902 bei Wilhelm von Rümann. 1891 erhielt er von der Königlichen Akademie der Künste die große silberne Medaille zur Ausstellung der Schülerarbeiten. 1921 erhielt er mit Hugo Meisel in Leipzig für ihre im Porzellan-Palais ausgestellten Werke große Anerkennung. Sie hatten dafür einen 16-teiligen Zyklus von Tierfiguren geschaffen, wie sie so bisher nur aus der Meißner Kändler-Zeit bekannt waren.
Storch war Mitglied im Hamburger Künstlerverein von 1832 und in der Zeit des Nationalsozialismus der Reichskammer der bildenden Künste. Er war 1937 und 1938 auf der Große Deutsche Kunstausstellung in München mit vier Tierfiguren vertreten. Dabei kaufte 1937 Hitler die bronzene Plastik „Pferd“.